# Licourt
Licourt és un municipi francès situat al departament del Somme i a la regió dels Alts de França. L'any 2007 tenia 402 habitants.

## Demografia

### Població
El 2007 la població de fet de Licourt era de 402 persones. Hi havia 152 famílies de les quals 24 eren unipersonals (16 homes vivint sols i 8 dones vivint soles), 60 parelles sense fills, 64 parelles amb fills i 4 famílies monoparentals amb fills.

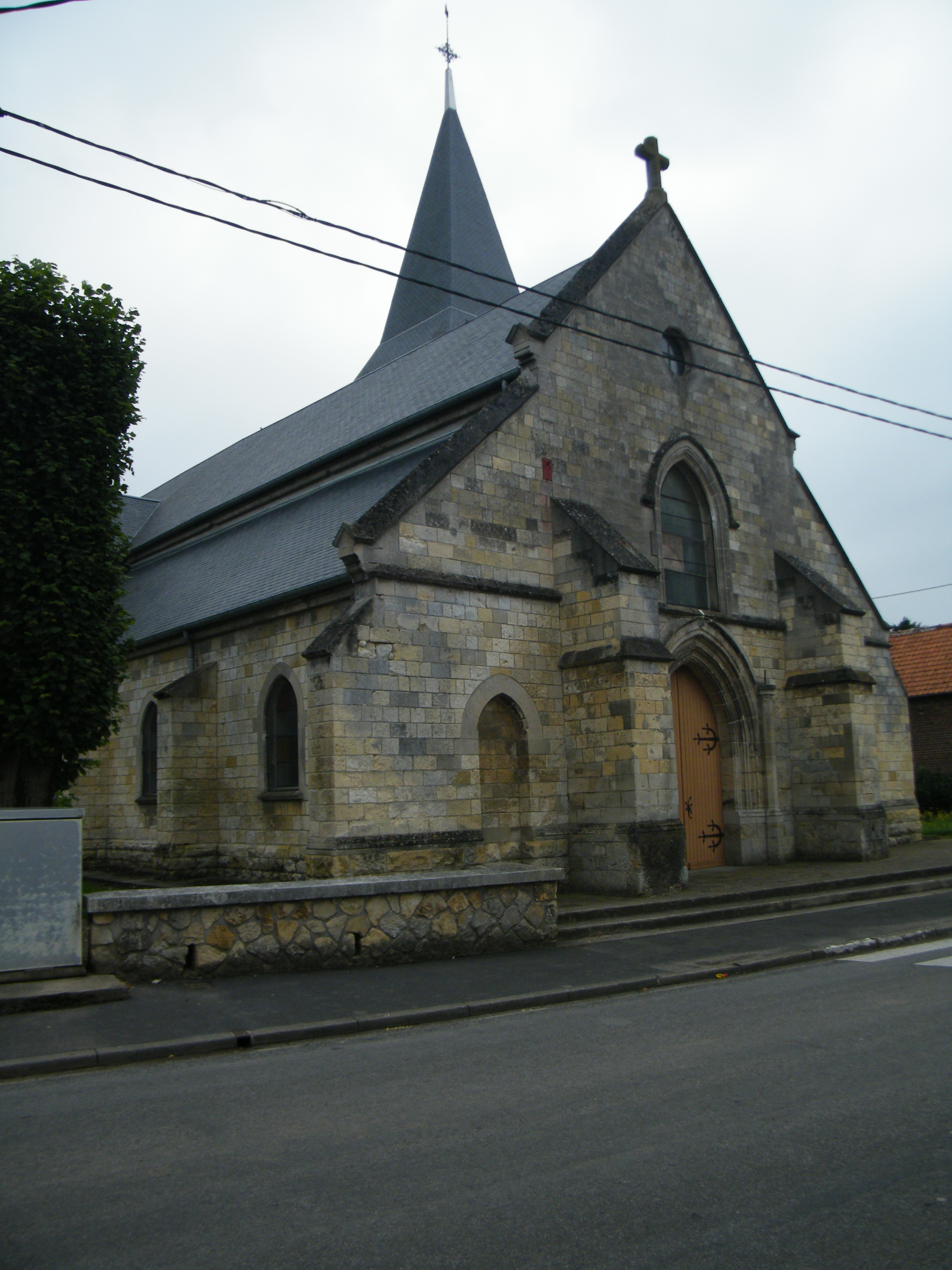

La població ha evolucionat segons el següent gràfic:
Habitants censats

### Habitatges
El 2007 hi havia 176 habitatges, 152 eren l'habitatge principal de la família, 10 eren segones residències i 14 estaven desocupats. Tots els 176 habitatges eren cases. Dels 152 habitatges principals, 125 estaven ocupats pels seus propietaris, 23 estaven llogats i ocupats pels llogaters i 4 estaven cedits a títol gratuït; 1 tenia una cambra, 2 en tenien dues, 15 en tenien tres, 44 en tenien quatre i 90 en tenien cinc o més. 121 habitatges disposaven pel capbaix d'una plaça de pàrquing. A 69 habitatges hi havia un automòbil i a 65 n'hi havia dos o més.

### Piràmide de població

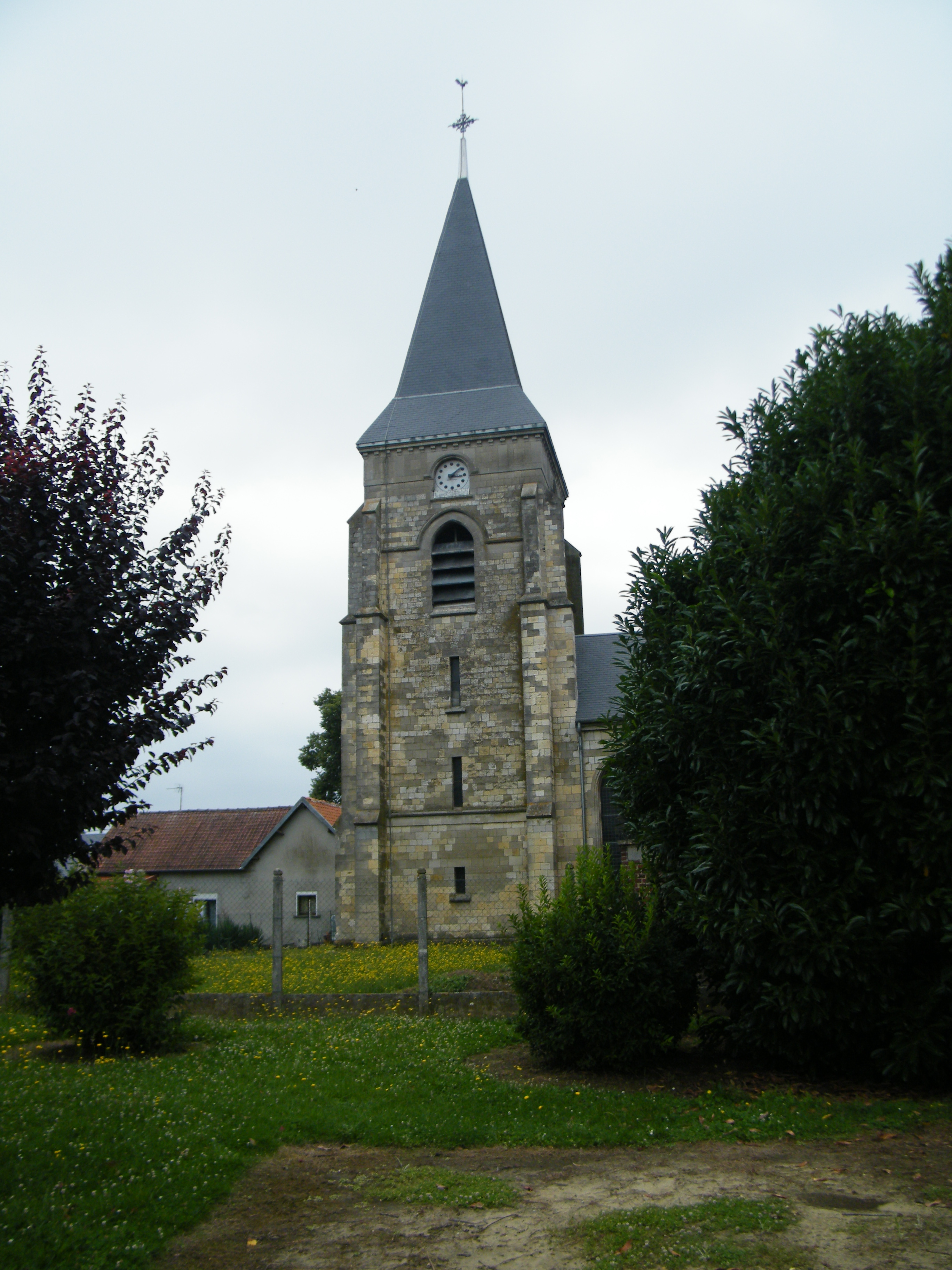

La piràmide de població per edats i sexe el 2009 era:
| Homes | Edats   | Dones |
| ----- | ------- | ----- |
| 0     | 95 o +  | 0     |
| 0     | 90 a 94 | 0     |
| 0     | 85 a 89 | 0     |
| 0     | 80 a 84 | 0     |
| 0     | 75 a 79 | 8     |
| 20    | 70 a 74 | 24    |
| 12    | 65 a 69 | 8     |
| 16    | 60 a 64 | 16    |
| 4     | 55 a 59 | 12    |
| 12    | 50 a 54 | 20    |
| 16    | 45 a 49 | 4     |
| 12    | 40 a 44 | 12    |
| 12    | 35 a 39 | 8     |
| 20    | 30 a 34 | 20    |
| 8     | 25 a 29 | 16    |
| 4     | 20 a 24 | 0     |
| 4     | 15 a 19 | 4     |
| 12    | 10 a 14 | 16    |
| 24    | 5 a 9   | 8     |
| 8     | 0 a 4   | 24    |

## Economia
El 2007 la població en edat de treballar era de 253 persones, 176 eren actives i 77 eren inactives. De les 176 persones actives 151 estaven ocupades (91 homes i 60 dones) i 25 estaven aturades (15 homes i 10 dones). De les 77 persones inactives 18 estaven jubilades, 21 estaven estudiant i 38 estaven classificades com a «altres inactius».

### Ingressos
El 2009 a Licourt hi havia 152 unitats fiscals que integraven 392,5 persones, la mediana anual d'ingressos fiscals per persona era de 15.960 €.

### Activitats econòmiques

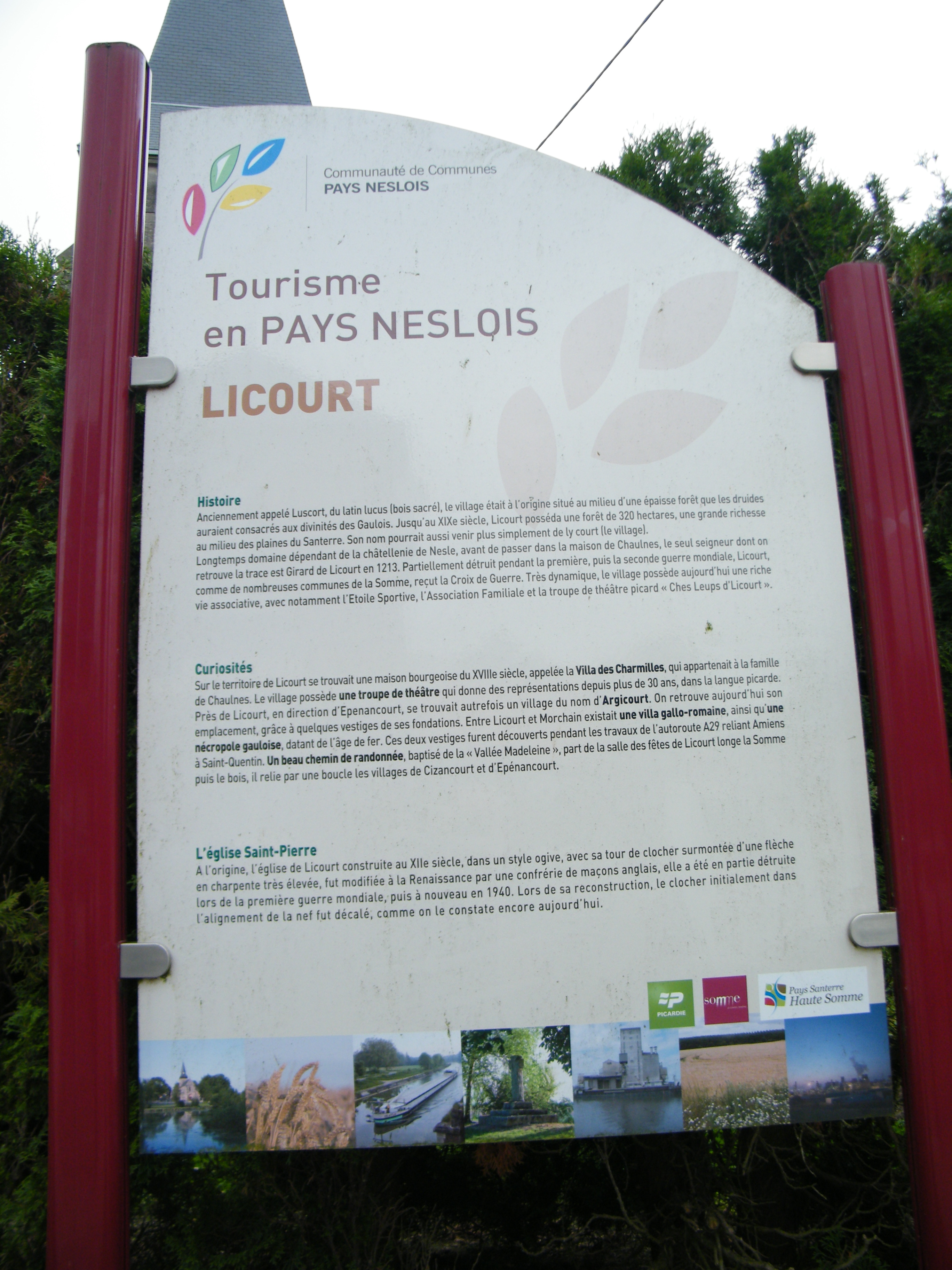

Dels 7 establiments que hi havia el 2007, 2 eren d'empreses alimentàries, 3 d'empreses de transport i 2 d'empreses de serveis.
Dels 2 establiments comercials que hi havia el 2009, 1 era una botiga de menys de 120 m² i 1 una fleca.
L'any 2000 a Licourt hi havia 9 explotacions agrícoles.

## Equipaments sanitaris i escolars
El 2009 hi havia una escola elemental integrada dins d'un grup escolar amb les comunes properes formant una escola dispersa.

## Poblacions més properes

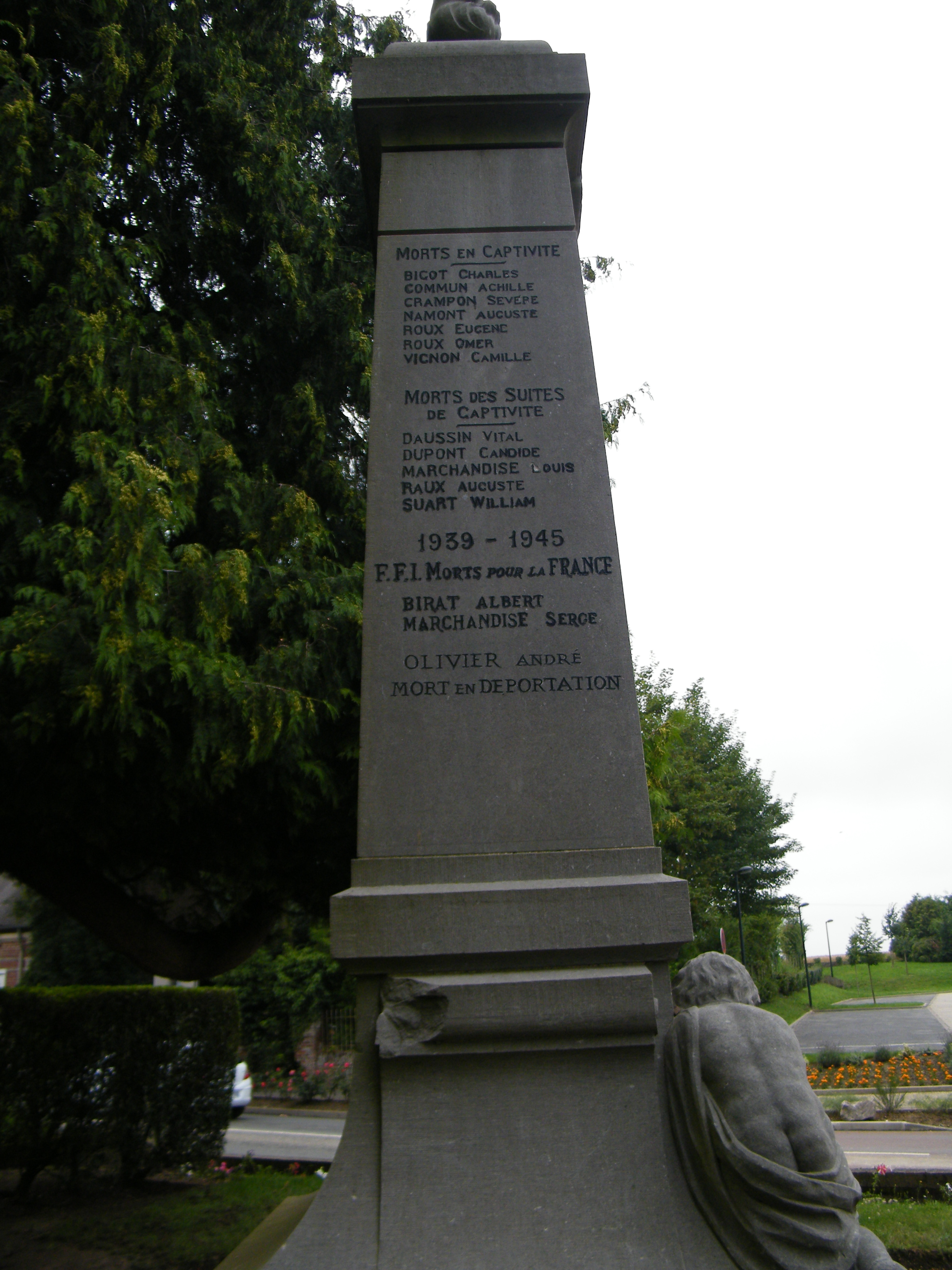

El següent diagrama mostra les poblacions més properes.